# A Christmas Album (James Taylor)
A Christmas Album è un album discografico di James Taylor, prodotto da Hallmark Music, uscito nel 2004.

## Tracce
1. Winter Wonderland (con Chris Botti)
2. Go Tell It on the Mountain
3. In The Bleak Midwinter
4. Baby, It's Cold Outside (con Natalie Cole)
5. Santa Claus Is Coming to Town
6. Jingle Bell
7. The Christmas Song (Chestnuts Roasting on an Open Fire) (con Toots Thielemans)
8. Deck the Halls
9. Some Children See Him
10. Who Comes This Night
11. Auld Lang Syne